# Emulazione (psicologia)
Emulazione , volgarmente chiamata anche spirito di emulazione, psicologicamente  è una propensione ad imitare i comportamenti di una persona, anche virtuale, per la quale si nutre una stima o si sente una sintonia esperienziale, ispirandosi a lei come modello ideale per azioni simili, con la convinzione di perseguire gli stessi scopi.
È una condizione frequente soprattutto in fase adolescenziale.